# R. W. McQuarters

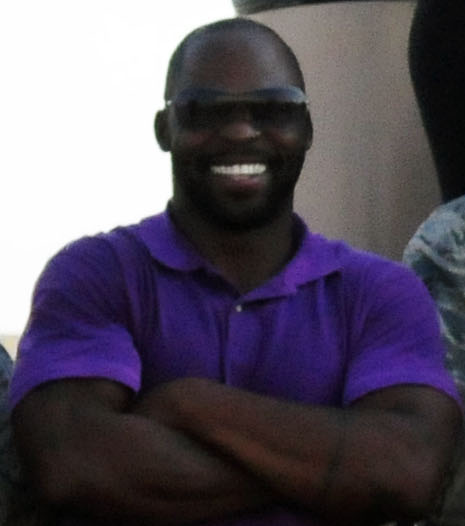
Imagem do ex-jogador de futebol americano estadunidense McQuarters.

R. W. McQuarters (Tulsa, Oklahoma, 21 de dezembro de 1976) é um jogador profissional de futebol americano estadunidense que atua como cornerback e que foi campeão da temporada de 2007 da National Football League jogando pelo New York Giants.